# Amerikansk fotboll

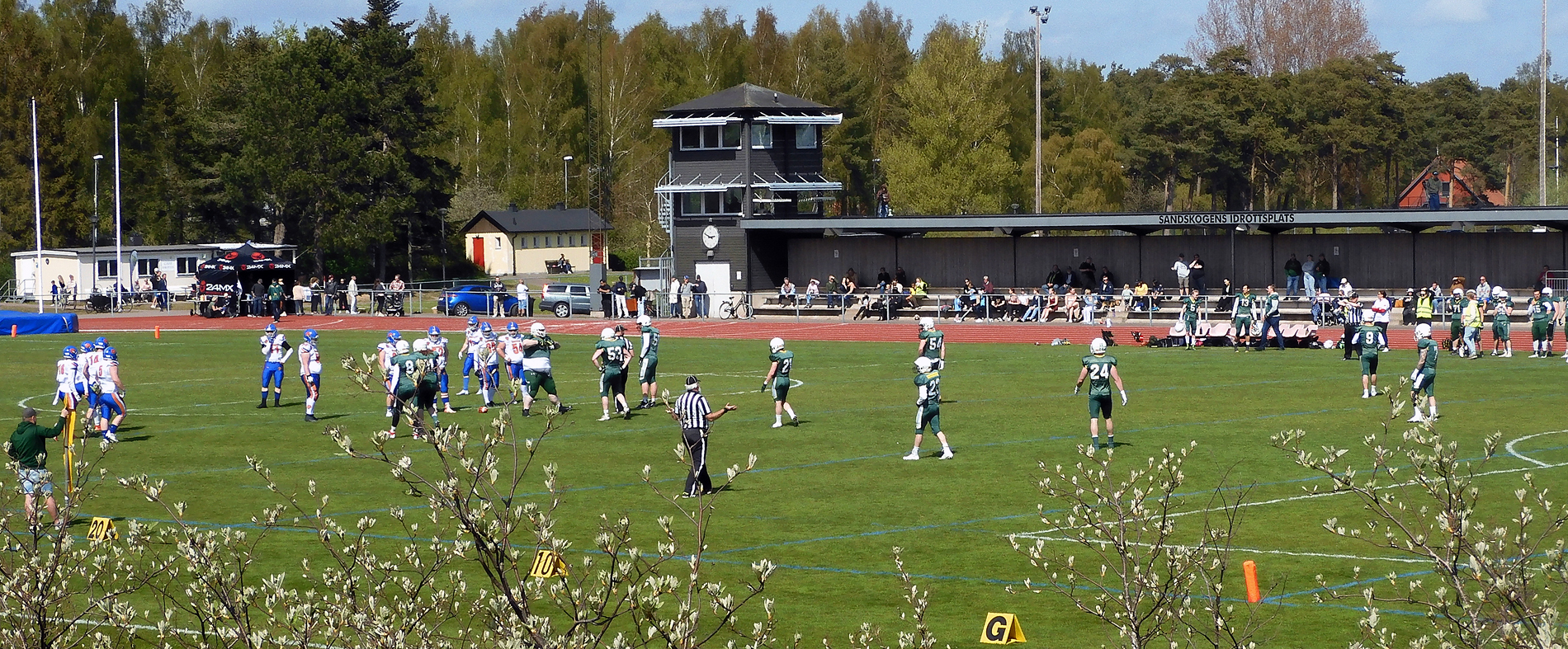
Ystad Rockets möter Kristianstad Predators på Sandskogens Idrottsplats i Ystad 8 maj 2022.

Amerikansk fotboll (i USA oftast bara kallad football) är en lagsport. Det är den största och mest populära sporten i USA. Sporten spelas med oval boll och 11 man på plan i vardera laget. Spelarna har bland annat fotbollsskor, hjälm och axelskydd. Världsmästerskap har arrangerats vart fjärde år sedan 1999. Sedan 2010 hålls även världsmästerskap för damer.

## Historia
Amerikansk fotboll har sitt ursprung på college i USA. Från början liknade den inte alls sporten som den ser ut i dag, utan liknade mest vanlig fotboll med lite rugbyinslag. Den första matchen spelades den 6 november 1869 mellan Princeton och Rutgers. I matchen deltog 25 man på plan från vardera lagen och någon utrustning att tala om fanns inte, spelarna tar på sig sina hattar och börjar. Rutgers vann till slut matchen och laget var också med och bildade den första ligan, American Intercollegiate Football Association.
Regeländringarna har varit många genom åren, antalet deltagare i matchen minskade stadigt för att 1880 landa på elva, vilket även är det antal som gäller i dag. Fyra år tidigare, 1876, blev det tillåtet att bära bollen och först 1906 att passa bollen framåt.

## Amerikansk fotboll i USA
Bowl-matcherna (collegefinalerna) har funnits sedan 1930-talet och numera består den högsta klassen collegelag av över 100 lag och varje år spelas över 30 bowl-matcher av olika betydelse. De nationella mästarna utses numera genom slutresultatet i den avslutande matchen i den så kallade Bowl Championship Series dit de två finallagen röstas fram av bland andra tränare, sportjournalister, och datorrankningar.
Proffsfotbollen har funnits sedan 1919. År 1920 bildade 11 lag American Professional Football Association (APFA) och Akron Pros från Akron, Ohio vann det första mästerskapet. 1922 bytte man namn till the National Football League (NFL). Endast två av klubbarna från 1920 har överlevt till i dag och det är Chicago Bears och Arizona Cardinals (startade som Chicago Cardinals). Green Bay Packers var 1920 ett oberoende lag som gick med i APFA 1921. Packers är en klubb med mycket stort stöd från sina supportrar och trots att det bara bor drygt 100 000 människor i Green Bay, kommer det alltid runt 70 000 åskådare till Packers hemmamatcher.
1960 fick NFL en konkurrentliga som kallades American Football League (AFL). NFL hade tidigare överlevt uppstickarligor men AFL visade sig vara en hård konkurrent. 1966 var det dags för det som alla fotbollsfans väntat på, en final mellan de bästa klubbarna i NFL och AFL och Super Bowl var född (Green Bay Packers mot Kansas City Chiefs 35-10). 1970 slogs ligorna ihop men än i dag är NFL uppdelat i två conferences, National Football Conference (NFC) och American Football Conference (AFC). Bägge conferences har sitt eget slutspel och vinnarna där möts fortfarande i Super Bowl som årligen är den största idrottshändelsen i USA.
Sedan 2002 består NFL av 32 klubbar uppdelade i 2 conferences (NFC och AFC) med 4 divisions (East, North, South och West) à 4 lag vardera, men det finns planer på att utöka med fler lag och kanske även till andra länder i framtiden.
Säsongen 2010-11 var det ett snitt på 66 960 åskådare per match, vilket gör NFL-fotbollen till den lagsport med flest åskådare i världen.

## Spelets idé
Amerikansk fotboll går ut på att göra poäng genom att föra bollen in i motståndarens end zone (målområde) som kallas touchdown eller genom att göra ett så kallat field goal (sparkmål), det vill säga sparka bollen mellan målstolparna och över tvärribban på målet. Det anfallande laget (offense) kämpar hela tiden för att flytta bollen framåt. Laget har fyra försök att förflytta sig tio yards. Om laget når tio yards så följer fyra nya försök för att nå ytterligare tio yards och så vidare.
Varje lag har upp till 45-55 spelare till sitt förfogande (beroende på land och division) varav elva är på planen samtidigt. Varje spelare har en specifik position och i varje laguppställning finns spelare som är anfallsspecialister respektive försvarsspecialister. Varje lag har en playbook med ett antal olika spel som används för att föra bollen framåt på planen eller att vara effektivt för att stoppa motståndaren som anfaller.
Amerikansk fotboll är ingen kontaktsport utan en kollisionssport, därav den rigorösa hjälmen och de kraftiga axelskydden.

### Spelets gång
Spelet består nästan enbart av fasta situationer. Coach för offense bestämmer ett spel för sitt lag. Quarterbacken mottar instruktionerna via tecken eller radio i hjälmen (USA NFL/college) och förmedlar spelet till resten av offense i en huddle. Liknande instruktionsförfarande gäller för defense. Därefter positionerar lagen ut sig på varsin sida av bollinjen. Offense startar spelet på överenskommen signal av quarterbacken. Spelet varar i genomsnitt i tio sekunder och slutar med att bollen blir död genom touchdown, att bollbäraren blir tacklad, att bollen vid en framåtpassning slår i marken eller att bollen hamnar utanför sidlinjen. Därefter har lagen 25-30 sekunder, beroende på division och land, till förfogande för att sätta upp nya strategier och nya spel, allt för att vinna eller försvara mark.

### Jämförelse med andra sporter
Amerikansk fotboll har sitt ursprung ur rugby och har många likheter med den sporten. En stor skillnad är att man i amerikansk fotboll har skydd och det är tillåtet att passa bollen framåt. Ofta vill entusiaster likna sporten vid ett fältslag där generalerna (coacherna) står på sidlinjen och kommenderar ut sina stridsorder till kaptenen (quarterbacken) som i sin tur manar på sina tio anfallande soldater i plutonen (offense). På andra sidan frontlinjen (line of scrimmage/bollinjen) står den försvarande styrkan (defense) med sin kapten (som oftast är en middle linebacker) och dirigerar sina tio försvarande soldater. Tanken med det här kriget är som i ett verkligt krig att inte ge upp territorium (defense) liksom anfallet (offense) använder alla tricks och skicklighet för att erövra territorium. När defense har förlorat all sin mark har offense erövrat dess bas; end zone (målområdet). Det markeras genom att bollen har fraktats dit genom en passning eller att den har sprungits in där.
Likheterna med traditionell europeisk fotboll är få. Det finns större gemensamma drag med rugby. I rugby får försvararna inte attackera spelare utan boll, men det får man i amerikansk fotboll. Det har utvecklat sporten till en annorlunda form av lagarbete där spelare utan boll har en oerhört viktig roll som blockerare för att skapa fri lejd åt bollbäraren. Bollen är mer en markör. Den talar om hur mycket mark som vunnits/förlorats vid varje spel.

## Regler

Spelplanen i amerikansk fotboll. Varje siffra anger antalet yards till respektive målområde.

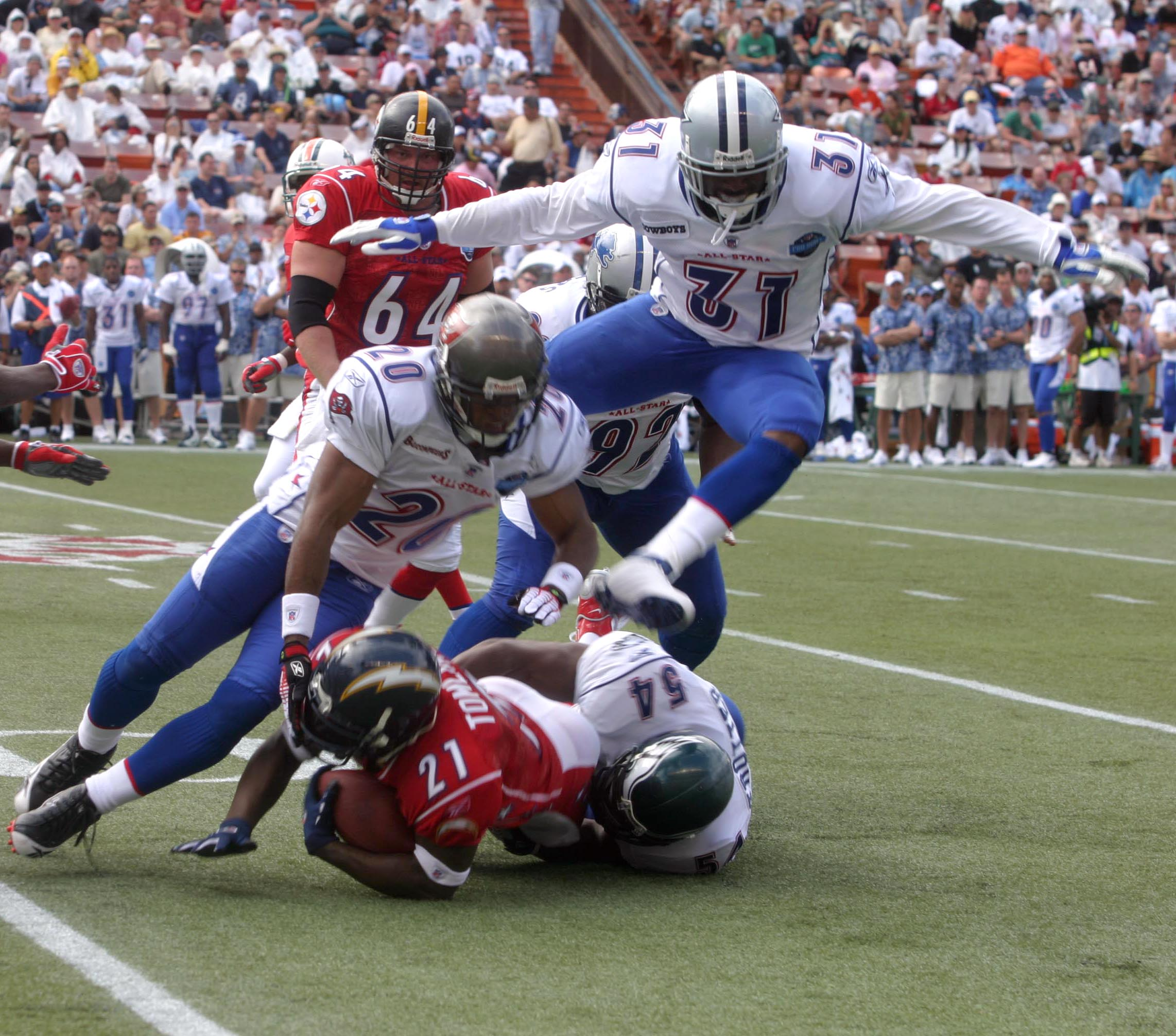
En tackling där det vita laget lyckats stoppa en framstöt.

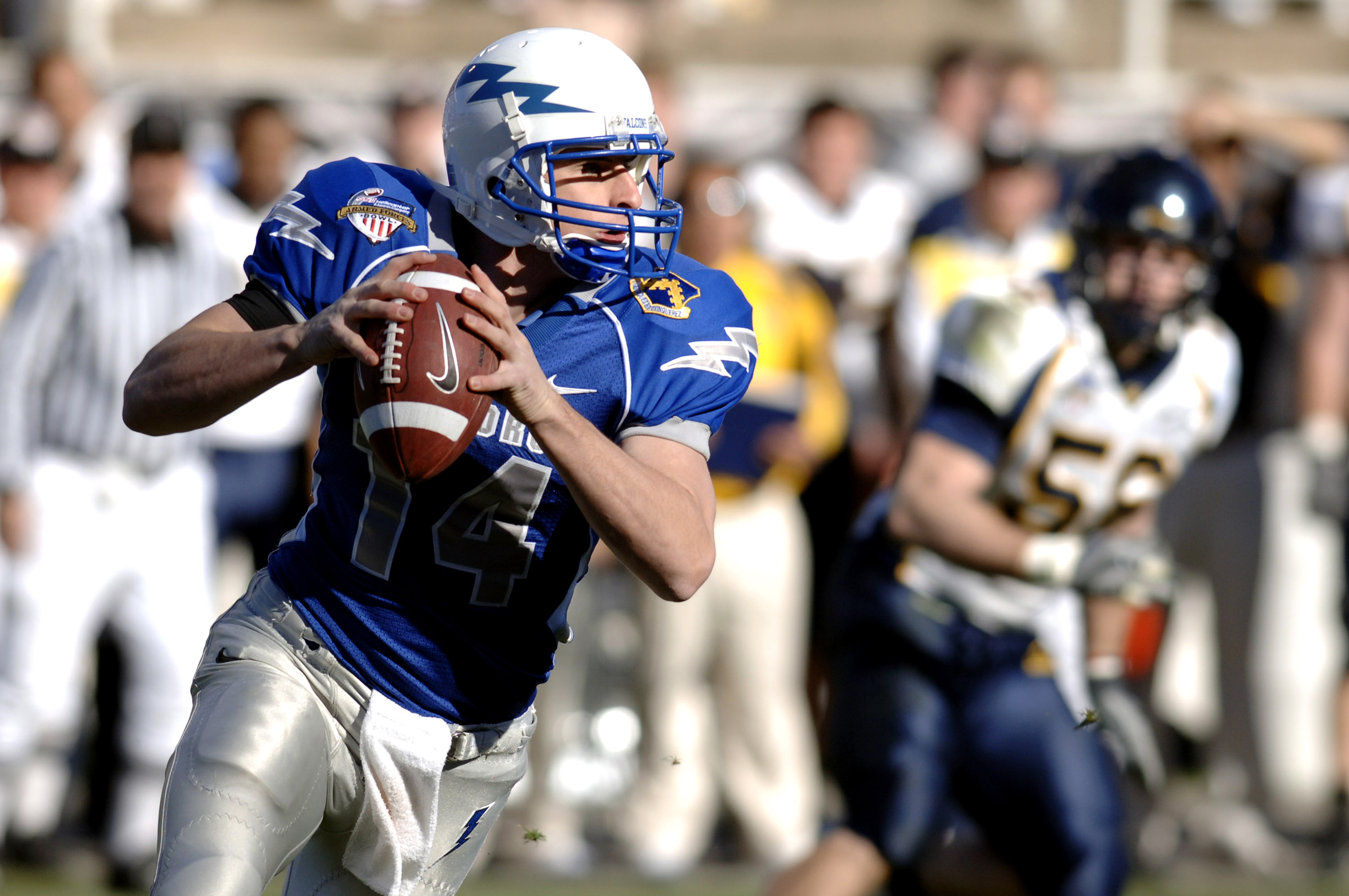
En quarterback på väg att göra en passning i en amerikansk collegematch.

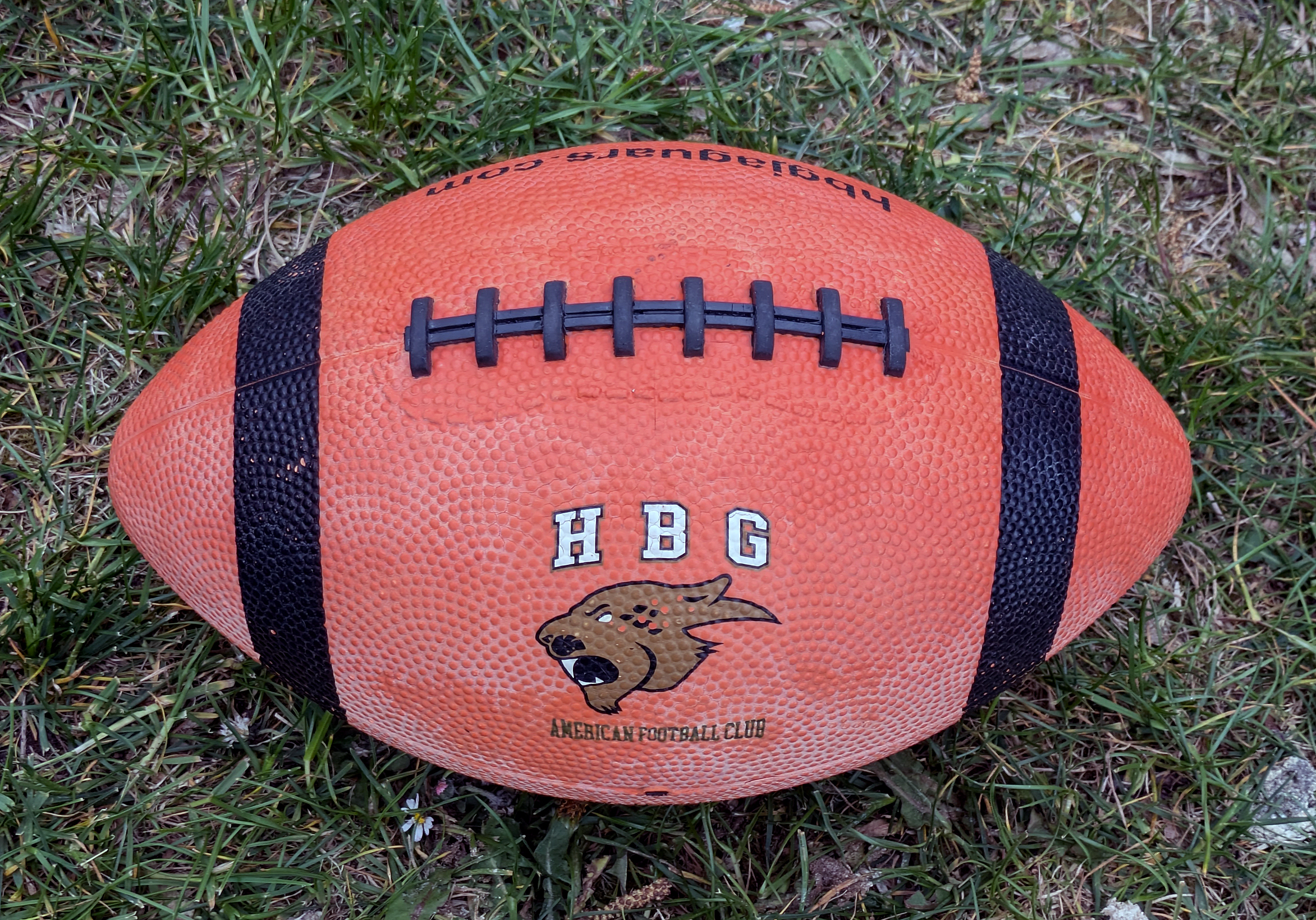
En amerikansk fotboll i plast.

### Planen
Planen är 109,7 meter (120 yards) lång och 48,8 meter (160 fot) bred. Den är uppdelad mellan mållinjerna av parallellt löpande linjer var tionde yard (9,14 meter). Bakom mållinjen ligger end zone (målområdet) som också är 10 yards långt.

### Down
Vid varje down (försök) ställer båda lagen upp på var sin sida om bollen. Ett försök startar när centern (C) i det anfallande laget snappar bollen, det vill säga lyfter bollen från marken och för den mellan sina ben, vanligtvis till quarterbacken (QB). Bollen får sedan med vissa restriktioner bäras, kastas eller sparkas.
Spelarna genomför sedan den spelvariant som bestämts före respektive försök. När bollbäraren blir tacklad eller springer utanför planen stannar spelet och nästa försök börjar från den platsen. Spelvariationerna är i stort sett oändliga men faller inom tre kategorier; spring, passning eller sparkspel.
Vid springspel lämnar quarterbacken vanligtvis över bollen till en runningback (RB), men kan också behålla bollen själv eller ge den till en wide receiver (WR) eller tight end (TE). De andra spelarna måste då skapa luckor i defense (motståndarlaget) på förutbestämda platser och blockera framrusande defensiva spelare för att få ett så långt spel som möjligt.
Vid passningsspel kastar quarterbacken bollen, oftast till en receiver eller en tight end, men även runningbackar kan få ta emot passningar. De som ska fånga bollen har fått bestämda rutter att springa av quarterbacken så spelaren ska veta var de är. Endast WR, TE och backar får passera line of scrimmage, det vill säga punkten där bollen var vid snappen, innan bollen kastas.
De två vanligaste sparkspelen är punt respektive field goal. Punt är vanligast om laget håller på att misslyckas att nå punkten där det får fyra nya försök, det vill säga på fjärde försöket. Då måste centern göra en lång snap för att överlämna bollen till puntern som oftast har tagit över quarterbackens plats. Sedan sparkar puntern en lång hög spark som ska landa så nära motståndarnas mållinje som möjligt. Den försvarare som fångar bollen returnerar med hjälp av sina medspelare bollen så långt som möjligt mot de anfallande spelarnas målområde. Där en spelare tacklas eller springer ut över långsidan får det lag som har bollen starta sitt första försök. Om det anfallande laget emellertid bedömer att de kan sparka in bollen mellan stolparna i det defensiva lagets målområde försöker spelarna istället göra ett field goal som ger tre poäng. Vid ett field goal ställer sig en så kallad holder, vanligtvis reservquarterbacken, på knä cirka sju yards bakom centern och ställer upp bollen på högkant när centern kastar den till honom. Bakom står sedan kickern redo för att sparka bollen.

### Speltiden
I Sverige spelas en match i två halvlekar om vardera två quarters på tolv minuter effektiv tid, alltså 4 x 12 minuter enligt NCAA regler. I NFL är varje quarter 15 minuter. Klockan stannar exempelvis vid en ofullständig passning, när en spelare med bollen springer utanför sidlinjen samt vid bestraffningar. Däremot stannar inte klockan när bollinnehavaren blir tacklad inne på planen.

### Fumble
Om en bollförare tappar bollen eller att en av motståndarna lyckas få honom att tappa den, till exempel genom en tackling, så är det en fumble. Detta gäller även om en bakåtpassning tappas eller avbryts på något sätt. Om det försvarande laget lyckas ta bollen (fumble recovery) får deras anfall sedan komma in och försöka göra poäng. Den som gör en "fumble recovery" kan även springa in i Endzonen och göra en touchdown. Om det offensiva laget lyckas med att ta tillbaka sin egen fumble så får det, om spelarna tagit sig förbi first-downlinjen, fyra nya försök. Annars räknas spelet som ett försök och laget måste ta sig förbi first-downlinjen som vanligt.

### Interception
Om motståndarlaget lyckas bryta en passning och fånga bollen innan bollen träffar gräset övertar de turen att anfalla. Vid en interception kan även här det defensiva laget göra en touchdown om inte det stoppas av det offensiva laget. Detta är tillsammans med safety, fumble recovery och sack (se nedan) bland det mest spektakulära det defensiva laget kan åstadkomma. (Det vill säga att tackla är inte ett nödvändigt problem i detta.)

### Time out
Time out är en 90 sekunder lång paus som båda lagen har rätt att ta max tre gånger varje halvlek för att stoppa spelet för att diskutera eventuella speländringar.

### Regelbrott
Trots att amerikansk fotboll är en tacklingssport så har spelarna vissa direktiv under spelet. Det är inte tillåtet att knäa, sparka eller slå en motståndare eller tackla honom när spelet är avblåst. Det är heller inte tillåtet att ta tag i motståndarens ansiktsgaller. Det finns en hel del regelbrott utöver dessa så 4-7 domare används under en match.

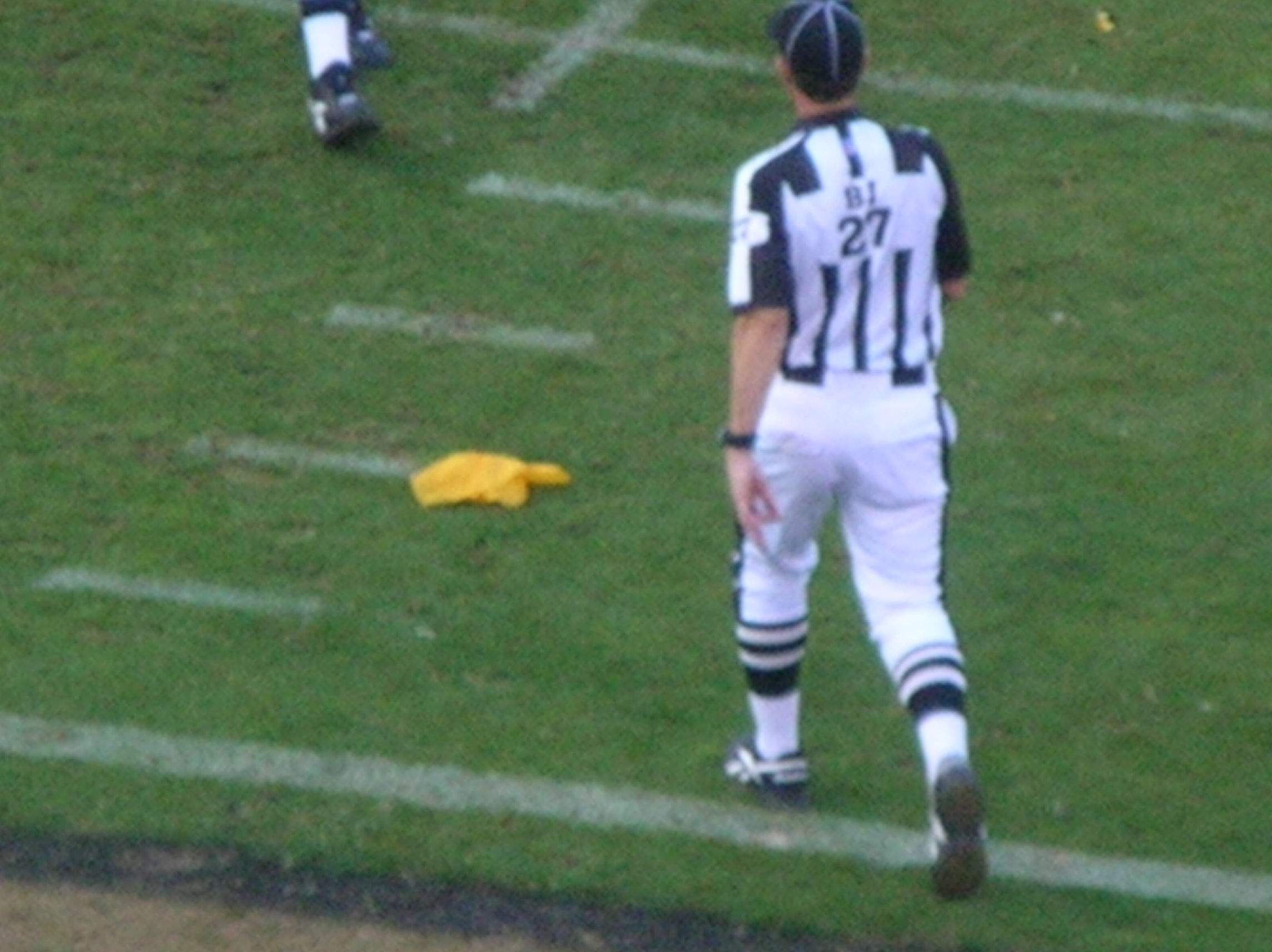
Domare och kastad flagga under en match.

### Straff
Straffen för regelbrott drabbar laget mer än spelaren (det finns inga kort eller tvåminutersutvisningar), och detta kan vara en förlust av yards (5, 10 eller 15 yards) och/eller förlust av försök. Det finns även så kallade blow and throws, det är när något av lagen begår ett regelbrott innan spelet har satts igång. Vissa brott bestraffas med matchstraff men detta är sällsynt. För att visa när ett regelbrott har förekommit kastar den domare som iakttagit brottet en "flagga", en gul näsduk med en tyngd i ena änden. Flaggan markerar var regelbrottet skedde.

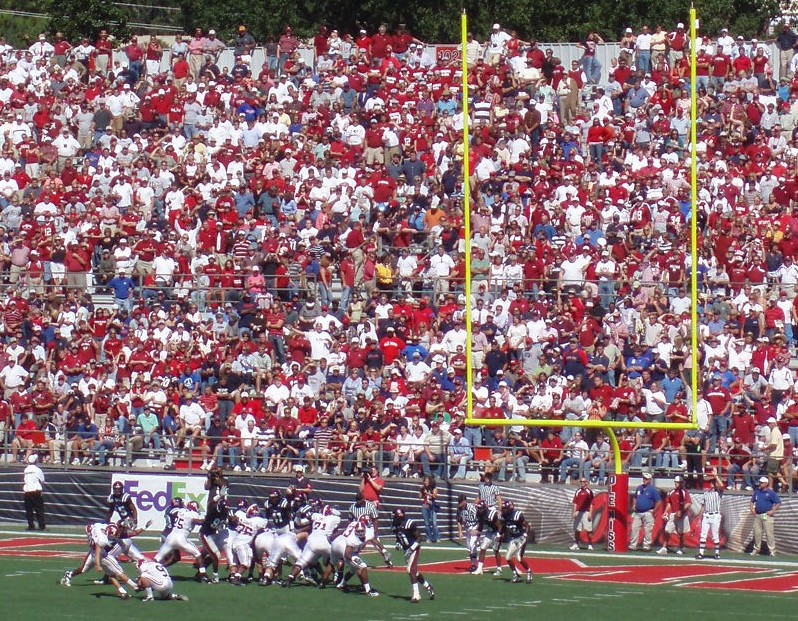
En spelare försöker göra en extrapoäng genom att sparka bollen mellan målstolparna.

### Poäng
- Touchdown (6 poäng) - När en spelare för in bollen eller tar emot en passning i det defensiva lagets målområde (touchdown reception). Vid touchdown får det poänggörande laget också en chans att göra extrapoäng genom att sparka eller springa. Touchdowns kan även göras av det defensiva laget vid fumblerecovery och vid interceptions.
- Extrapoäng (1 poäng) - När en spelare lyckas sparka in bollen i mål efter touchdown.
- Extrapoäng (2 poäng) - När en spelare lyckas springa eller passa in bollen direkt efter touchdown.
- Field goal (3 poäng) - När en spelare sparkar in bollen mellan målstolparna utan föregående touchdown.
- Safety (2 poäng) - När en spelare lyckas tackla en bollbärande motståndare ner till marken i dennes eget målområde.[1]

## Positioner

### Offense

#### Quarterback (QB)
Quarterbacken är spelfördelaren vid anfallet. Inför varje spel kallar QB:n vanligtvis till en huddle, som är en "samling" där nästa spel gås igenom. Sedan ställer alla upp i den formation som blivit instruerad i huddle. Quarterbacken ställer upp bakom centern som snappar bollen till quarterbacken. Därefter gör laget antingen ett springspel där quarterbacken lämnar över bollen till en av sina runningbackar eller gör ett passningsspel där quarterbacken kastar bollen till en av sina receivers eller till någon av runningbackarna som är på sidan. Quarterbacken kan även välja att själv springa med bollen även om det inte är speciellt vanligt. Det kan förekomma när man endast har 1 yard kvar till ett nytt försök eller touchdown att quarterbacken när den fått bollen lägger sig över sina fallande medspelare i den offensiva linjen eller helt enkelt hoppar över dem för att avancera det nödvändiga avståndet. Vissa quarterbacks är rörligare än andra och kan snabbt förflytta sig från sin grundposition om de märker att de snart kommer att bli tacklade, i det läget får quarterbacken fortfarande passa bollen framåt så länge den gör det innan den når linjen bollen startade på. Om quarterbacken är i rörelse och inte kan hitta en medspelare att ge bollen till kan den själv välja att avancera men på grund av skaderisken brukar quarterbacks så fort de närmar sig en motståndare lägga sig ned på marken eller springa utanför planen för att undvika kollision.

#### Runningback (RB)
En runningback är som namnet antyder den spelare som springer med bollen, han får bollen av quarterbacken och springer sedan åt ett förutbestämt håll där förhoppningsvis linjespelarna har banat väg. Det finns ett par olika sorters runningbackar. De två vanligaste är halfback och fullback. Halfbacken är oftast den snabbaste och lite mindre av de två. Han ska hitta öppningar mellan försvararna och utnyttja dessa. Därför är det viktigt att han är snabb men framförallt att han mycket snabbt kan byta riktning för att undgå tacklingar. Fullbacken är stor och muskulös och han springer oftast helt enkelt över sina motståndare och han används ibland för att springa med bollen när laget bara behöver ta sig ett fåtal yard, men han används mest för att springa framför halfbacken och bana väg för denne.

#### Wide receiver (WR)
De som spelar längst ut på kanten kallas receivers (passningsmottagare), de springer efter förbestämda mönster som quarterbacken sagt i huddlen och de ska göra sig fria från sin försvarare så att quarterbacken kan passa bollen till dem. Dessa spelare är oftast inte lika muskulösa som de andra delarna av anfallet eftersom de ska vara snabba och rörliga då deras huvudsakliga uppgift är att bli öppna nedåt spelplanen, vid ett passningsspel, snarare än att blockera eller tackla motspelare.
Om quarterbacken däremot i huddlen gett instruktioner om att ett springspel kommer att spelas, så får receivrarna trots allt en viktig blockeringsroll, eftersom runningbacken ofta hittar öppningar efter sidlinjen. Ofta tack vare receivers som blockerat sina motståndare, för att bana väg för runningbacken.

#### Offensiva linjen (OL)
Här spelar fem riktigt stora spelare. Deras jobb är att vid passningsspel försvara quarterbacken så att han har tid att hitta en fri receiver och passa eller vid springspel att öppna ett "hål" i den defensiva linjen så att runningbacken kan komma igenom. Detta är den lagdel som syns minst och får minst ära men det är samtidigt en av de viktigaste. De offensiva linjespelare får inte ens ta emot passningar och sköter de inte sin uppgift faller lagets anfall ihop. 
För att kunna hålla bort försvararna måste dessa spelare vara riktigt stora, i NFL väger offensiva linjespelare ofta över 130 kg. Dessa fem består av en center (C) som bland annat har som uppgift att på quarterbackens signal starta spelet genom att sträcka bak bollen mellan sina egna ben till quarterbacken, vilket kallas att snappa bollen. På varsin sida om centern står en guard (G) och utanför denne en tackle (T). Den tackle som spelar på motsatt sida från vilken arm quarterbacken kastar bollen är extra viktig. Om quarterbacken är högerhänt är det viktigt för den som spelar "left tackle" att blockera sin motspelare, för om den motståndaren kommer förbi har den en chans att tackla quarterbacken från en vinkel där quarterbacken inte ser honom lika bra vilket leder till en större risk för skador samt att quarterbacken lättare kan tappa bollen vilket resulterar i en fumble.

#### Tight end (TE)
I vissa formationer använder laget sig av en tight end, som är en extra linjespelare som bland annat hjälper till att blockera motståndarna när en running back ska ta sig genom motståndarnas försvar.  En tight end kan också få passningar vilket ofta betyder att detta är en av lagets mest atletiska spelare, den måste vara stor som en linjespelare och samtidigt smidig som en runningback och snabb som en receiver.

### Defense

#### Cornerback (CB)
En cornerback är en spelare som håller sig ute på kanten av planen framför motståndarens receiver. Han spelar antingen "man mot man" där han har en speciell receiver som han hänger efter eller "zon" där han har ett speciellt område av planen som han ska försvara. Dessa spelare är oftast nästan lika snabba när de springer bakåt som framåt eftersom de vill vara vända så att de kan se sin motståndare hela tiden, tappar de ögonkontakten är det lätt att missa när motståndaren byter riktning och hamnar därmed på efterkälken.

#### Linebacker (LB)
En linebacker håller sig i mitten av planen, bakom den defensiva linjen, och fungerar som en kombination av en linjespelare och en cornerback. Beroende på vad laget i förväg har bestämt har de antingen till uppgift att stoppa springspel eller om motståndaren ställt upp många receivrar så flyttar de sig längre ut mot kanten och fungerar som en cornerback. Linebackern kan också få göra en blitz, då hen så fort spelet sätts igång tokrushar mot motståndarens quarterback och därmed försöker framtvinga en förhastad passning.

#### Defensiva linjen (DL)
Defensiva linjen eller defensiva linjespelare är stora spelare som vid passningsspel skall försöka ta sig förbi den offensiva linjen och tackla quarterbacken eller vid springspel stoppa den offensiva linjen från att öppna hål för runningbacken att springa igenom. Den eller de personer (man kan spela med hur många eller hur få defensiva linjespelare som helst, dock självklart max elva spelare på planen) som spelar i mitten kallas defensive tackle (DT) och har till uppgift att stoppa spelet i mitten. De som spelar på utsidan av DT kallas defensive end (DE) och är oftast lite snabbare för att kunna stoppa springspel som går ut på kanterna.
I vissa lag som till exempel Stockholm mean machines D-LINE så används ibland en NT (nosetackle) och är också den som står i mitten istället för DT (defensive tackle). Denna taktik är relativt praktisk för då har man en extra spelare som man ofta använder för att stressa centern genom att ha nosetackeln rakt på centern och oftast är då nosetackeln en stor spelare för att centern ska bli skrämd av den stora massan som han kommer ställas mot. Speciellt under passningsspel är detta bra för då kan longsnaps bli extremt dåliga.

#### Safety (S)
Safety(säkerhet) kallas en eller två spelare som står längst bak och som skall hjälpa cornerbackar som blivit frånsprungna av sina receivrar eller tackla runningbackar som tagit sig förbi linjespelare och linjebackar. Safety fungerar, som också framgår av namnet, som en extra säkerhet.
Om laget spelar med två safety så kallas den ene free safety (FS) och den andre strong safety (SS). FS har en lite friare roll ("libero"). SS ställer upp på den sida som han anser att offense ser starkast ut.

### Special teams
Spelet är huvudsakligen uppdelad i offensiva och defensiva spel men det finns vissa speciella situationer som kräver speciella uppställningar då dessa spel är väldigt olikafrån de ordinarie spelen.

#### Kicker (K)
Denna spelare har i uppgift att sparka bollen från marken, vilket kan ske i tre olika situationer. Efter varje touchdown får man ett försök till att försöka få antingen 1 eller 2 extra poäng. Kickern används när man vill ha en extrapoäng vilket också är vanligast. Kickern sparkar då in bollen mellan målstolparna från ett kort avstånd för att få en extrapoäng. Eftersom avståndet är så kort missar kickern sällan ett försök till extrapoäng och det är också sällsynt att se en försvarare blockera detta spel. Den andra situationen som en kicker används är för att göra ett field goal. Detta gör man oftast på lagets 4:e och sista försök då man inte vill riskera att ge bollen till motståndaren i för bra läge. Varje lag har en kicker med långt olika kapaciteter vilket betyder att olika lag behöver avancera till olika långt fram på planen för att överväga ett field goal försök. De flesta professionella spelarna på denna position brukar utan större problem sätta försök från 30-40 yards bort från målet, de bästa är även stabila på sparkar från 50 yards. Vissa har lyckats att sätta ett field goal från över 60 yards vilket inte är vanligt då många lag inte vågar riskera det från den distansen då ett missat field goal resulterar i att motståndaren får bollen i samma läge som förra spelet startade från. Under dessa två spel behöver kickern inte nödvändigtvis sparka bollen utan kan själv springa eller kasta bollen vilket dock är väldigt ovanligt. Kickern är i regel inte speciellt bra på att springa eller kasta bollen men samtidigt har motståndaren ställt upp sitt försvar för att kickern ska sparka och det kan överraska dem tillräckligt mycket för att kickern ska lyckas springa in bollen i målområdet eller tillräckligt långt för att ge laget en ny "1st down". Den tredje situationen som kickern används är vid avspark (kick off) som sker vid första och andra halvlekens början samt efter en touchdown och ett field goal. Kickern sparkar då bollen från egen planhalva (placering skiljer sig i olika ligor) så långt ned som möjligt till motståndarens sida där en motståndarspelare (kick returner) tar emot bollen och avancerar så långt som möjligt. En kicker upplever väldigt sällan närkontakt med motspelare bortsett från vissa tillfällen efter en avspark då kickern blir sista utposten för att tackla ned den spelare som för bollen framåt. Dock är det väldigt sällan den som tar emot en avspark tar sig så långt att kickern måste ingripa och tackla.

#### Holder (H)
Holder är den spelare som håller bollen åt kickern när den ska försöka sig på ett extrapoängsförsök eller ett field goal försök. Den som spelar på denna position har oftast också en annan position på planen, i regel brukar det vara puntern eller reserv-quarterbacken som sköter detta jobb då de har bättre erfarenhet av att fånga och hantera bollen efter en snap. Ibland kan man för att lura motståndaren ställa upp för ett field goal men istället för att placera bollen på marken för kickern kan den som är holder behålla bollen själv för att springa eller passa bollen. I det senare fallet är det givetvis fördelaktigt att ha en quarterback i denna position då de är väldigt skickliga på att passa bollen. Att holdern behåller bollen själv är dock inte vanligt.

#### Punter (P)
Om laget är på sitt fjärde och sista försök men för långt bort från motståndarens målområde för ett field goal försök brukar man i regel utföra en punt för att tvinga motståndaren att börja med bollen längre ned på planen. En snap vid en punt är betydligt längre då en punter behöver mer utrymme och tid för att kunna utföra sin uppgift i jämförelse med en quarterback. Vid en punt fångar puntern bollen i sina händer som han sedan släpper i luften och sparkar iväg den (likt en målvaktsutspark i "vanlig fotboll") så nära motståndarens mållinje som möjligt. På samma sätt som en kicker kan även en punter springa med bollen och i vissa fall får de även försöka tackla motståndare även om det precis som för kickern är två situationer som uppstår ganska sällan.

#### Long Snapper (LS)
Har samma roll som en center men spelar endast när man ska göra ett sparkspel. En center kastar bollen bakåt en förhållandevis kort sträcka till en quarterback men under ett sparkspel blir kastet betydligt längre för att nå antingen en holder eller en punter. Därför finns det en long snapper som är specialiserad i att kasta bollen långt bakåt i dessa situationer.

#### Upback
En upback spelar när laget ska göra en punt och fungerar som ett sista skydd för puntern. Som upback är placeringen oftast något bakom linjespelarna för att kunna blockera motståndare som eventuellt tar sig förbi linjespelarna. En upback kan också i vissa specialspel få bollen för att springa eller passa bollen i ett försök att överraska motståndarna som förväntar sig en punt.

#### Punt returner (PR) and Kick returner (KR)
Beroende på lag är det samma spelare i båda positionerna eller två helt olika spelare. Som returner fångas bollen efter en avspark eller punt och därefter gäller det att ta sig så långt fram som möjligt i banan innan man blir nedtacklad, därmed är det viktigt att vara väldigt snabb i denna position. Med jämna mellanrum händer det att en returner lyckas undvika samtliga motståndare och springer in en touchdown. Vid en avspark kan kick returnen välja att fånga bollen och sätta sig på ett knä om denne bedömer att den kommer att bli nedtacklad innan 20:e yardlinjen, detta gör att kick returnens lag får börja sitt offensiva spel på 20 yardlinjen. En punt returner kan signalera för en "fair catch" om den märker att motståndaren kommer fram till en snabbare än bollen eller att den kommer att bli tacklad mer eller mindre direkt efter att den fångat bollen, därmed kan punt returnen inte bli tacklad men den får samtidigt inte spela bollen framåt utan måste börja nästa spel från den punkt bollen fångades på. I vissa oerhört sällsynta fall kan det försvarande laget placera ut en kick returner vid egna målstolparna då motståndaren försöker sig på ett långt field goal. Extremt långa field goal försök kan även om de inte når hela vägen fram ha rätt riktning vilket gör att en kick returner kan fånga bollen innan den går utanför planen och avancera med bollen.

#### Gunner
Gunners är oerhört snabba spelare som spelar när det egna laget utför en avspark eller punt. Deras uppgift är att så snabbt som möjligt ta sig till motståndaren som tar emot sparken och tackla spelaren till marken. En gunner placeras i regel på kanterna där det inte finns lika många motspelare att ta sig förbi och därmed kan de avancera en längre sträcka på planen under kortare tid.

## Playbook
Innan varje spel så samlas spelarna i en huddle där de bestämmer vad nästa spel ska vara. Oftast är det den offensiva/defensiva koordinatorn som genom handsignaler visar vilket spel som ska spelas. De bestämmer vilket spel det ska bli genom att kolla på utgångsläget, är det tredje försöket och laget har långt kvar innan det får nya försök så väljer offense antagligen ett passningsspel där laget har chansen att vinna många yards, samtidigt så anpassar sig försvaret och ställer upp i en formation som är effektiv mot passningsspel. Är det däremot tredje försöket och kort kvar så väljer spelarna antagligen ett springspel som är säkrare men som inte ger så många yards mer än laget behöver.

### Offensiva spelboken

#### Hur spelnamnen är uppbyggda
För att runningbackarna ska veta vem som ska springa och vart de ska springa har öppningarna mellan linjemännen delats in i nummerordning. Varje spelare som kan springa med bollen har också fått ett nummer. Kallas spelet till exempel 32 dive kommer det en dive i hål 2 av halfbacken (HB). Exakt vad laget kallar spelarna och hålen och laget kan variera, men är för det mesta uppbyggt på detta sätt. Laget har även förbestämda bokstäver och nummer för receivers och vilka mönster de ska springa. Receivers kallas för X, Y och Z och vilket mönster de ska springa kan utläsas från "passningsträdet",  till exempel innebär 2,4,3 att X ska göra en 2:a, Y en 4:a och Z en 3:a.
När spelarna kan dessa grunder kan de börja kombinera ihop dem till hela spel, till exempel detta passningsspel: "Trips LT Y-zoom 2 1 9 H-swing", där "trips" är formationen laget ska använda, "LT" på vilken sida de står, "Y-zoom" är en så kallad motion där en spelare byter plats innan spelet för att förvilla försvaret, "2 1 9" är vilka mönster receivers ska springa och "H-swing" är hur runningbackar ska springa.
Ett springspel kan se ut på detta sätt: "PRO LT 39 Sweep" där "pro" är formationen, "LT" vilken sida spelarna står på, "39" bollförare och hål och "sweep" är vilken typ av springspel det är.

### Coacher
Coachernas jobb är att förutse vad det andra laget ska göra härnäst i en match, och kalla spel så laget får största möjliga övertag. En coach gör alla spelen i spelböckerna och bestämmer vilka spelare han ska ha på planen.

## Domare och deras ansvarsområden
Ett domarlag kan bestå av fyra till sju domare som alla har sin specifika plats och funktion före och under matchen. Deras beslutsrätt börjar 60 minuter innan avspark och upphör när huvuddomaren har meddelat slutresultatet. Varje domare är skyldiga att veta hur många yards det är kvar till first down och vilket försök det är, bevilja timeout, förklara bollen död, avgöra om poäng, använda godkända signaler och behärska reglerna.

### Huvuddomaren
Huvuddomarens uppgift är att se till så alla moment under matchen sköts på rätt sätt och att inga missförstånd uppstår. Han är ensam auktoritet när det gäller poängställningen och hans beslut går inte att ändra på. Han har även till uppgift att signalera när bollen är spelklar efter avblåsning när han har sett till så alla de andra domarna är redo. Han har också hand om 25 sekundersklockan om den inte är tilldelad en annan domare. Huvuddomaren har till uppgift att hålla koll på bollens position i förhållande till linjen att nå och besluta om first down. Han ska se till så att umpirens utmätning av straff. Utöver detta måste han godkänna de bollar som ska användas, se över planen som matchen ska spelas på och sedan rapportera allt som inte är som det ska till matchadministrationen, tränare och övriga domare.

### Umpire
En umpire ansvarar för att spelarna i den så kallade boxen följer rådande spelregler. Oftast handlar det om samtliga linjespelare, runningbackar, quarterback samt linjebackar. Vidare skall antalet offensiva spelare räknas och bestraffningar mätas upp. Dessutom ska han hålla huvuddomaren underrättad om hur mycket tid det är kvar i varje period.

### Huvudlinjedomaren
Huvudlinjedomaren har till ansvar att förklara för sitt chain crew, bestående av minst tre personer, hur de ska agera under matchen och sedan se till så att de sköter sina uppgifter på ett korrekt sätt. Han ska meddela huvuddomaren eller umpiren var bollen blev död och vilket försök det var. När spelet går på huvudlinjedomarens sida av planen ska denne ha koll på om bollföringen var enligt reglerna. Huvudlinjedomaren ska stå på sidlinjen mittemot press box.

### Linjedomaren
Linjedomaren har ungefär samma funktion som huvudlinjedomaren men ansvarar också för matchtiden och bollkallarna, samt att räkna de defensiva spelarna.

### Fältdomare
Fältdomaren ska hålla koll på om det finns otillåtna mottagare när det är passningsspel, och tillåtna passningar och sparkar. Han ska även assistera bakdomaren med att räkna defensiva spelare.

### Sidodomare
Sidodomaren har hand om 25 sekundersklockan och ha koll på tillåtna bollmottagare. Han ska även ha koll på bollkallarna på sin sida av planen.

### Bakdomare
En bakdomare ska räkna det defensiva laget, hålla koll på bollen i hans område, döma när det är långa passningar och ha hand om matchtiden.

## Utrustning
Alla spelare måste ha följande utrustning som skyddar dem och motståndaren från skador. En del saker är obligatoriska och en del saker kan spelaren ha om denne tycker att han behöver extra skydd.

### Hjälm
Hjälm med ansiktsgaller som skyddar huvud och ansikte. Det finns olika sorters ansiktsgaller, en linjeman vill ha ett stort galler som skyddar mot händer i ansiktet medan en receiver vill ha ett litet så att han kan se bollen på bästa sätt. Hjälmen ska vara fäst med hakband som ser till att den sitter ordentligt (i Sverige måste hakbandet fästa i 4 punkter). Även tandskydd är obligatoriskt eftersom tandskydden har visat sig skydda mot annat, som till exempel hjärnskakning.

### Axelskydd
För att skydda axlar och bröst har spelaren ett axelskydd. Även här finns det olika sorter där en linjeman vill ha ett stort som går långt ner över rygg/mage och även skyddar axlar på ett bra sätt medan en receiver eller cornerback vill ha mycket rörlighet i axlarna så att han kan sträcka sig efter bollen, han vill även ha små och lätta skydd så att han kan springa obehindrat.

### Byxor
Alla har byxor med små fickor i, där spelaren lägger höft-, lår-, knä- och svanskoteskydd. Dessa skydd är av skumgummi och skyddar inte så bra, därför är det många som inte använder dem trots att de är obligatoriska. Numera finns det även metallplattor med hölje av skumgummi som ger ett kraftigt förbättrat skydd.

### Övriga skydd
Utöver dessa obligatoriska skydd finns det en hel del extraskydd som spelarna kan använda. Linjemän använder ofta extra nackskydd, runningbackar har ibland skydd för armbåge och underarm. Och receivers har ibland backplates, ett skydd som skyddar ryggen.

## Sammanfattning av termer i amerikansk fotboll
De svenska termerna är hämtade från Sveriges amerikanska fotbollsförbunds översättning av NCAA:s regler. De engelska termerna anges inom parentes.
- Bakfält (Backfield) - Området bakom line of scrimmage.
- Blitz - En eller flera försvarare rusar mot det offensiva laget direkt vid spelstart oberoende av det offensiva lagets spel, oftast i ett försök att snabbt komma åt quarterbacken genom att rusa med fler försvarare än offensiven kan hantera.
- Kedja (Chain) - En kedja vid sidlinjen visar hur långt det är kvar innan laget får fyra nya försök. Kedjan är exakt tio yards lång.
- Kedjelag (Chain Crew) - De som "bemannar kedjan".
- Clipping (Clipping) - En blockering mot en motspelare där kontakten sker bakifrån under midjan. Är förbjudet då det kan resultera i allvarliga knäskador, ger 15 yards i bestraffning.
- Passning, lyckad/Passning, misslyckad (Complete/incomplete pass) - Om en passning går fram till egen spelare kallas det för en complete pass om bollen faller till marken utan att någon haft kontroll av bollen kallas det incomplete pass.
- Försök (Down) - Benämning på ett försök att flytta fram bollen.
- Målområde (End zone) - Målområden i ändarna av planen.
- Extra point - Efter en touchdown kan det offensiva laget välja att antingen sparka in bollen mellan målstolparna från två yards (1 poäng) eller springa/passa in bollen i end zone (2 poäng). Enklast är att sparka varför det är det vanliga valet. Emellertid kan matchsituationen, poängställningen eller andra faktorer beveka coachen att välja att försöka på en tvåpoängare.
- Mottagning, skyddad (Fair catch) - Vid ett sparkspel kan mottagaren välja fair catch. Han får då ta emot bollen utan att bli tacklad, men utan att föra bollen framåt efter mottagandet. Används om laget ser att motståndarna kommer fram innan bollen för att undvika att bli tacklad av någon som tagit fart över hela planen.
- Sparkmål (Field goal) - Lyckas laget inte få en first down men är nära end zone kan en spelare sparka in bollen mellan målstolparna och få 3 poäng.
- Fummel (Fumble) - Om en spelare tappar bollen blir det en fumble, bollen är lös och vem som helst får plocka upp den.
- Målstolpe (Goal post) - Målstolparna som spelarna skall sparka bollen mellan vid field goal eller extrapoäng.
- Avsiktlig bortkastning (Intentional grounding) - Om quarterbacken kastar bort bollen för att undvika att bli sackad får han detta straff.
- Bruten passning (Interception) - När en försvarare bryter en passning och själv fångar bollen.
- Avspark (Kick off) - Avspark som sker i början av varje matchhalva samt efter varje poäng.
- Kicker eller placekicker - Den spelare som sparkar i den offensiva laguppställningen.
- Bollinje (Line of scrimmage) - Den linje där bollen ligger vid spelstart, passerar någon spelare den innan bollen är snappad blir det offside.
- Rörelse (Motion) - När en offensiv spelare förflyttar sig innan bollstart för att förvilla motståndarna och/eller komma i bättre utgångsläge. En motion får ej ske framåt, bara i sidled och bakåt. Bara en spelare kan vara i motion. Se skillnaden med shift nedan.
- Punt (Punt) - Om laget inte lyckas på third down sparkar någon spelare iväg bollen så att motståndarna ska få ett så dåligt utgångsläge som möjligt.
- Period (Quarter) - Matchtiden är uppdelad i fyra quarters, mellan vilka lagen byter planhalva efter två.
- Returnera (Return) - Vid punt och avspark gör det mottagande laget en return där det försöker få så bra field position, utgångsläge, som möjligt.
- Sack - När en försvarsspelare tacklar quarterbacken innan denne gett ifrån sig bollen, i backfield.
- Självmål (Safety) - Om en bollbärande spelare blir tacklad i egen end zone blir det en safety och motståndarna får 2 poäng.
- Skift (Shift) - En eller flera spelar som byter plats före bollstart. Spelarna måste efter sina rörelser stå still minst en sekund före bollstarten.
- Bollstart (Snap) - Spelstart, centern ger bollen till quarterbacken mellan benen på sig själv.
- Shotgun snap - Spelstart där centern kastar bak bollen mellan benen till quaterbacken.
- Touchback (Touchback) - Om bollen vid punt eller kick off studsar ut på kortsidan av planen eller studsar/sparkas in i end zone blir det en touchback och bollen placeras på 25:e yardlinjen.
- Touchdown (Touchdown eller TD) - När bollen bärs eller passas in i end zone, vilket ger 6 poäng och ett extrapoängsförsök.